# Casper (рэпер)
Casper (настоящее имя Беньямин Гриффи, нем. Benjamin Griffey) — немецкий певец, исполняющий песни в жанрах альтернативный хип-хоп и альтернативный рок. Родился  25 сентября 1982 года в городе Экстерталь, Германия. В основном сотрудничает с лейблом Four Music. В начале творческой деятельности певец исполнял песни в стилях хардкор-панк и панк-рок, что вызвало болезнь голосовых связок.

## Имя
Имя Casper связано с привидением из одноимённого фильма «Каспер». Отец Беньямина дал ему такое прозвище из-за его бледного цвета кожи: даже летом его кожа не приобретает коричневого оттенка.

## Биография
Каспер родился в Лемго, Северный Рейн-Вестфалия, в семье немецкой матери и американского отца Арлена Гриффи, который был солдатом, дислоцированным в Лемго. Его семья переехала в Огасту, штат Джорджия, в США.
В то время, когда ему исполнилось две недели, он жил в парке трейлеров. В возрасте 11 лет он вернулся в Германию и поселился в Билефельде со своей матерью и младшей сестрой. Несмотря на то, что его мать была немкой, он не воспитывался на двух языках и поэтому сначала ему было трудно в школе.

## Дискография

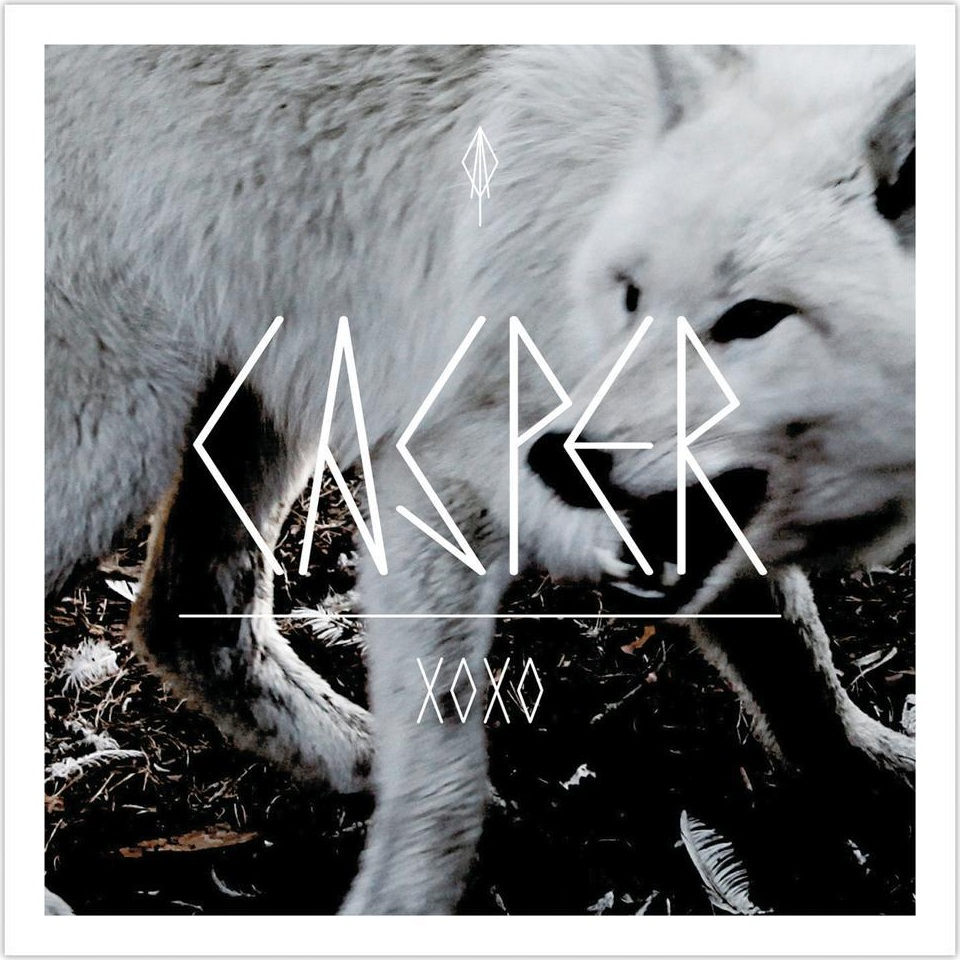
Обложка альбома «XOXO»

### Альбомы[7]
- Hin zur Sonne (2008)
- XOXO (2011)
- Der Druck steigt (2012)
- Hinterland (2013)
- Lang Lebe Der Todd (2017)

### Микстейпы
- Die Welt hört Mich (2006)
- Exclusive Mixtape(2007)

### Мини-альбомы
- Grundstein (2003)
- So perfekt (2011)
- Auf und Davon (2011)
- Live im Magnet (2013)
- Alles endet (aber nie die Musik) (2014)

### Синглы[7]
- Herz aus Holz (2009)
- Mittelfinger hoch (2009)
- So perfekt (2011)
- Michael X (2011)
- Auf und davon (2011)
- 100X (2013)
- Im Ascheregen (2013)
- Hinterland (2013)
- Jambalaya (2013)
- Alles endet (aber nie die Musik) (2014)
- Karate (2014)
- Lang lebe der Tod (2016)

## Награды
- 1LIVE Krone — Bestes Album (2011)
- Goldene Schallplatte für XOXO (2012)
- ECHO in der Kategorie HipHop/Urban (2012)